# Ochthoeca piurae
Falso-chasco-de-piura ou pitajo-de-piúra (Ochthoeca piurae) é uma espécie de ave da família Tyrannidae.
É endémica do Peru.
Os seus habitats naturais são: matagal tropical ou subtropical de alta altitude.
Está ameaçada por perda de habitat.